# 第一次池田內閣
第一次池田内閣（日语：／ Daiichiji Ikeda Naikaku */?）是日本眾議院議員、自由民主黨總裁池田勇人就任第58任內閣總理大臣（首相）後，自1960年7月19日至1960年10月24日組成的內閣。

## 國務大臣
- 內閣總理大臣 - 池田勇人
- 法務大臣 - 小島徹三
- 外務大臣 - 小坂善太郎
- 大藏大臣 - 水田三喜男
- 文部大臣、科學技術廳長官 - 荒木萬壽夫
- 厚生大臣 - 中山雅代
- 農林大臣 - 南条德男
- 通商產業大臣 - 石井光次郎
- 運輸大臣 - 南好雄
- 郵政大臣 - 鈴木善幸
- 勞動大臣 - 石田博英
- 建設大臣、首都圈整備委員會委員長 - 橋本登美三郎
- 自治大臣、國家公安委員會委員長 - 山崎巖 ／ 周東英雄（1960年10月13日－）
- 行政管理廳長官 - 高橋進太郎
- 北海道開發廳長官 - 西川甚五郎
- 防衛廳長官 - 江崎真澄
- 經濟企劃廳長官  - 迫水久常（參議院議員）

- 內閣官房長官 - 大平正芳
- 總理府總務長官 - 藤枝泉介
  - 內閣法制局長官 - 林修三
  - 內閣官房副長官（政務） - 佐佐木盛雄（1960年7月22日－）
  - 內閣官房副長官（政務） - 小川平二（1960年7月22日－）
  - 總理府總務副長官 - 佐藤朝生

## 外部連結
- 閣僚名單 （页面存档备份，存于）